# Juana Barragán
Juana Barragán, conocida como La Barragana, (1780-1820) fue una guerrera y heroína del movimiento de independencia de México, dentro del cual organizó y dirigió una partida militar en colaboración con José María Morelos y Pavón. La Barragana ha sido reconocida principalmente por su participación en el sitio de Cuautla en 1812, así como en otras acciones que tuvieron lugar bajo las órdenes de Morelos. Aunque no se sabe con exactitud ni la fecha ni el lugar de su nacimiento y muerte, es indudablemente, una de las guerreras mexicanas más aclamadas de su época.
La existencia de Juana Barragán ha sido tema de controversia debido a la falta de evidencias acerca de ella y porque no la mencionan en sus obras Carlos María de Bustamante en su Cuadro histórico de la Revolución Mexicana, ni Lucas Alamán en su Historia de Méjico desde los primeros movimientos que prepararon su independencia en el año de 1808 hasta la época presente [1840], ni Julio Zárate en su tomo  "La guerra de independencia" (1808 - 1821) en México a través de los siglos, ni el general Félix Calleja en su carta al virrey Francisco Xavier Venegas sobre el sitio de Cuautla, ni hay registros de prensa conocidos, ni siquiera porque el doctor José María Coss luchó del lado de Morelos. Hay varios libros que aportan datos de su vida: "Las heroínas silenciadas en las independencias hispanoamericanas"; "Puebla, crisol de la identidad nacional" y Juana Guadalupe Barragán. La flor Mixteca: "Guadalupe la Chinaca".

## La Barragana de Hidalgo

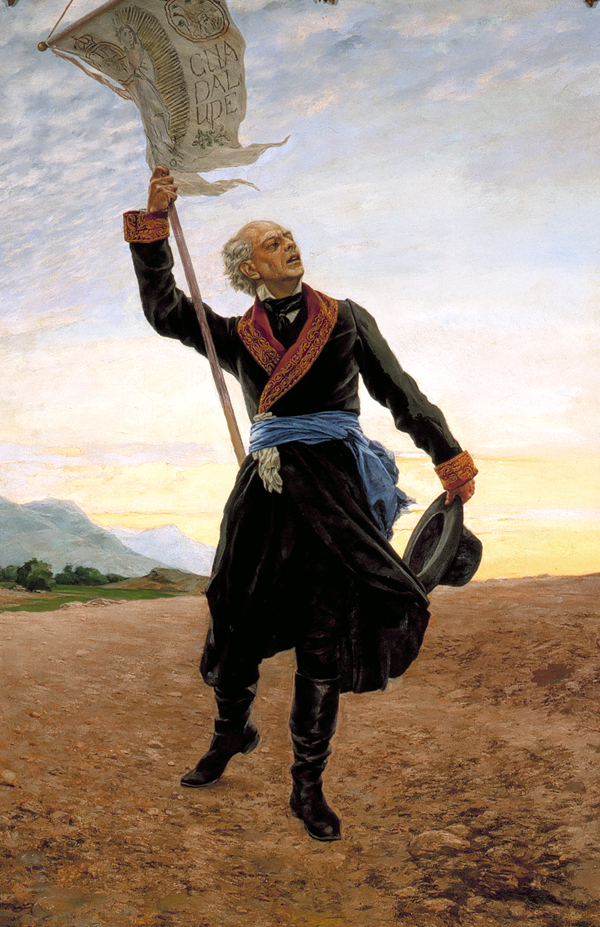
A pesar del poco entrenamiento, muchos campesinos se unieron al movimiento insurgente

Existe como antecedente histórico de una Barragana el que consignó el abogado José María de Liceaga en sus Adiciones y rectificaciones a la Historia de México, que escribió Lucas Alamán, obra publicada en 1868, aunque ella perteneció a la etapa de Hidalgo:
En el folio 450, se añade: "sin embargo, para no acobardar á su gente, mucha de la cual se ocultó para no salir con él á Valenciana, no se dijo que Calleja amagaba á Guanajuato, sino que venía á unirse con Hidalgo una famosa Barragana dueña de grandes haciendas en Río Verde, que conducía mucho número de indios armados con flechas": y aunque nunca se verificó la llegada de esta Amazona, la fábula de su venida sirvió para entretener por muchos días al pueblo de Guanajuato, y hacerle que se olvidase de Calleja. Si Hidalgo para no acobardar a su gente trataba de ocultar la próxima invasión de aquel, y aun anunciaba que le iba á venir el auxilio de una formidable indiada, ¿para qué mandó tocar generala, y que se iluminase la Ciudad? ¿por qué se sacaban a los hombres de las casas para la defensa, y por qué salió el mismo Hidalgo con las fuerzas que pudo reunir? Todos estos hechos están en la más patente contradicción con el intento que se le supone, y todos convencen que es increíble el que hubiera inventado una fábula, cuando él mismo la estaba falsificando con su conducta, lo que se confirma, con que nadie oyese mentar á la tal Barragana en la indicada fecha, ni en todo Octubre sino hasta principios de noviembre, en que ya había pasado un mes de haberse separado de Guanajuato, y para siempre el Jefe, á quien se le atribuye la invención sin que tampoco se llegara á averiguar, quien fue el que quiso divertirse con ella. Todo lo que hubo de realidad fue la noticia de que se acercaba Calleja, y de que venía ejecutando crueldades horrorosas, sin exceptuar sexos ni edades; las medidas que en consecuencia se dictaron, la salida de Hidalgo, y el aviso de haber sido falsa ó equivocada a causa de la alarma, dieron por resultado que esta cesara tan completamente, que á las once de la misma noche ya todo estaba tranquilo.

## La Barragana de Morelos
La historia se difunde cada vez más. Construida o real, habla de que Juana Barragán, conocida como “La Barragana” (ca. 1780-ca. 1820), fue una guerrera y heroína del movimiento de independencia de México, siempre fiel al bando insurgente, dentro del cual organizó y dirigió una partida militar en colaboración con José María Morelos y Pavón. La Barragana ha sido reconocida principalmente por su participación en el sitio de Cuautla en 1812, así como en otras acciones que tuvieron lugar bajo las órdenes de Morelos.
La Barragana comenzó a involucrarse en el enfrentamiento después de encontrar los cuerpos de sus familiares colgados de un árbol. Antes de dicho incidente, Juana ignoraba que su familia se viera envuelta en el movimiento insurgente, sin embargo, fue justo este hecho el que la motivó a tomar el poco dinero que sus padres habían dejado, y comenzar a reunir y armar a un grupo de campesinos de su confianza, abandonando así su hogar para unirse a las tropas del general Morelos. 

## Guerra de Independencia
El 20 de octubre de 1810 en Charo (Michoacán), José María Morelos y Pavón fue nombrado jefe insurgente en el sur de México, encargado de tomar ranchos y ciudades importantes, en especial el puerto de Acapulco, punto de comunicación estratégico de la Nueva España con Filipinas y punto vital para el comercio con Oriente.
Dos días después, el 22 de octubre de 1810, en solemne ceremonia Don Miguel Hidalgo declaró a Acámbaro como el cuartel militar del Ejército Grande de América, al mismo tiempo que él fue nombrado Generalísimo de las Américas. Ese mismo día tuvo lugar un gran desfile militar con más de 80,000 insurgentes. Hacía poco más de un mes, el 16 de septiembre de 1810, que solo 800 personas habían respondido al Grito de Dolores y se levantaban en armas. El primer ejército insurgente en la ciudad de Acámbaro, Guanajuato, tenía como cabeza al cura Miguel Hidalgo. Dicho ejército fue espontáneo, estuvo lejos de configurarse como un cuerpo militar disciplinado y con líderes bien establecidos.  La rebelión que dirigió Hidalgo tuvo como resultado una fragmentación significativa de la sociedad novohispana, evidenciándose dos bandos, el insurgente y el realista. De hecho, fue limitado el número de individuos que lograron permanecer neutrales.
La población del virreinato estaba compuesta por aproximadamente cinco millones de habitantes, de los cuales un millón cien mil eran criollos, dos millones cuatrocientos mil eran mestizos y castas, dos millones y medio eran indios y únicamente 17 mil eran españoles; sólo estos últimos estuvieron exentos de la fragmentación mencionada. En este contexto, ambos ejércitos fueron liderados por criollos, mientras que los mestizos, mulatos y otras variaciones de las castas embonaron equitativamente en las tropas de dichos bandos. Sin embargo, aunque algunos indios se incorporaron al movimiento insurgente, las comunidades indígenas pertenecientes a otros pueblos, permanecieron fieles al monarca español cuando la revuelta se originó.[cita requerida]
Desde el 15 de septiembre de ese mismo año, el número de individuos en el ejército insurgente se había incrementado desmesuradamente, del mismo modo que otros cambios estaban ejecutándose simultáneamente. Algunos conspiradores en Querétaro como los capitanes Ignacio Allende y Juan Aldama, añadieron tropas del Regimiento de Dragones de la Reina a la multitud convocada por Hidalgo. Por esta razón, una gran cantidad de personas acudieron a su llamado, desde internos de la prisión de Dolores, hasta indios y campesinos de poblaciones cercanas, los cuales se presentaron armados con cuchillos, machetes, lanzas, hondas y una mínima proporción de fusiles. En total, fueron aproximadamente 300 hombres a congregarse para dar lugar al levantamiento, todos llenos de euforia y entusiasmo por participar a pesar de no contar con un entrenamiento o estrategia militar previa.
La guerra de Independencia en México, a diferencia de otros países de América Latina, mostró una gran participación popular, lo cual se reflejó al momento en que el cura Hidalgo empezó su movimiento en Dolores, pues éste contaba con un ejército de 800 hombres y mujeres, los cuales, al pasar cuatro meses, en la toma de la ciudad de Guanajuato, ya eran 80,000. Sin embargo, no fue una guerra entre criollos y españoles únicamente, pues este enfrentamiento hizo factible incorporar a otras razas como la indígena, la mestiza y diversas castas. En este sentido, fue el Acta Solemne de la Declaración de Independencia de la América Septentrional el primer documento que estableció tanto el cese de la etapa colonial y estableció la abolición de la esclavitud, de las castas e indígena, como las bases para forjar los cimientos que estructuran y consolidan a México como país. En esta gran lucha por la Independencia las mujeres también se vieron involucradas, reforzándose su participación con la inserción de éstas en los ejércitos insurgentes. Una de las mujeres más reconocidas dentro de este rubro fue Juana Barragán, ya que al estallar el movimiento de independencia, logró reunir un gran número de campesinos para participar en la lucha, además de su posterior colaboración en las campañas de Morelos. 

## Sitio de Cuautla

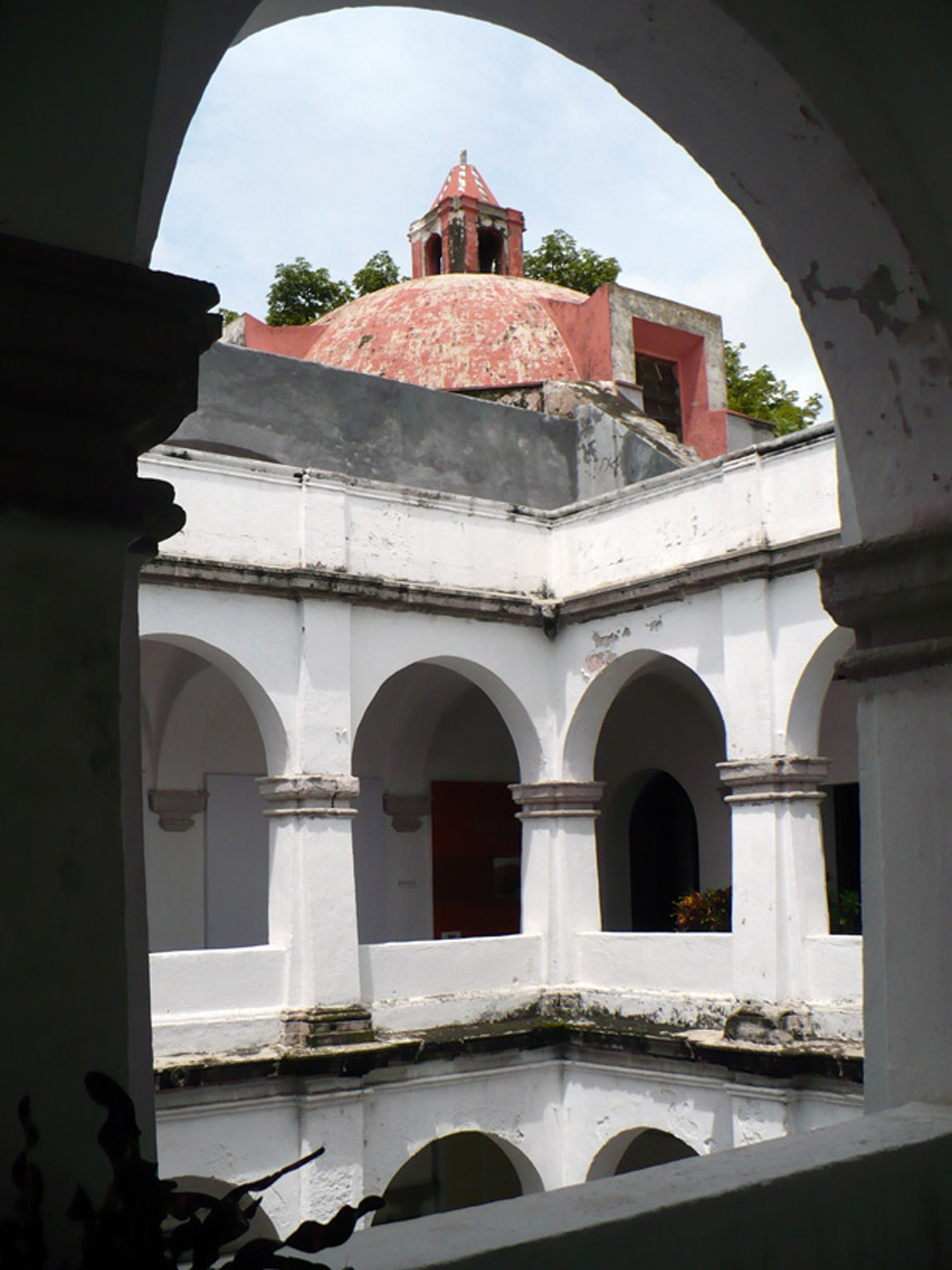
Parte del templo y ex convento de San Diego es un museo del sitio de Cuautla

Se conoce con este nombre a uno de los episodios ocurrido durante la campaña del sacerdote y militar insurgente, José María Morelos. En dicho evento, su ejército fue sitiado en la población de Cuautla de Amilpas por las tropas realistas que tenían como líder al militar y político español, Félix María Calleja. EL ejército de Calleja estaba conformado por batallones de tipo novohispanos y españoles, dentro de los primeros destaca el de Asturias,  mismo que era uno de los recién llegados de la Península. De los batallones novohispanos cabe resaltar aquellos de la Corona, Guanajuato, Patriotas de San Luis y columna de Granaderos, los escuadrones de lanceros de México, San Carlos, Tulancingo, entre otros, cuyo número de hombres alcanzaba un total de 7000. 
Fueron diversos los factores claves para que el general español realizara el sitio en Cuautla, por ejemplo el número de heridos y prisioneros, y la muerte de coroneles realistas como Juan Nepomuceno Oviedo. No obstante, este sitio fue vislumbrado por el general como una alternativa, más que como una imposición, ya que se optó por sitiar antes que decidir tomarla a la fuerza.
Así, durante el sitio de Cuautla, fue el grupo de insurgentes dirigido por “la Barragana” el primero en enfrentarse con los realistas de manera violenta. Dicha lucha a tiros ocurrió el 17 de febrero de 1812. De hecho, Juana Barragán fue quien notificó a Morelos que el ejército encabezado por Félix María Calleja se aproximaba,  lo cual benefició a los insurgentes al poder evitar el conflicto terrible que se avecinaba. 

## Acciones en batalla

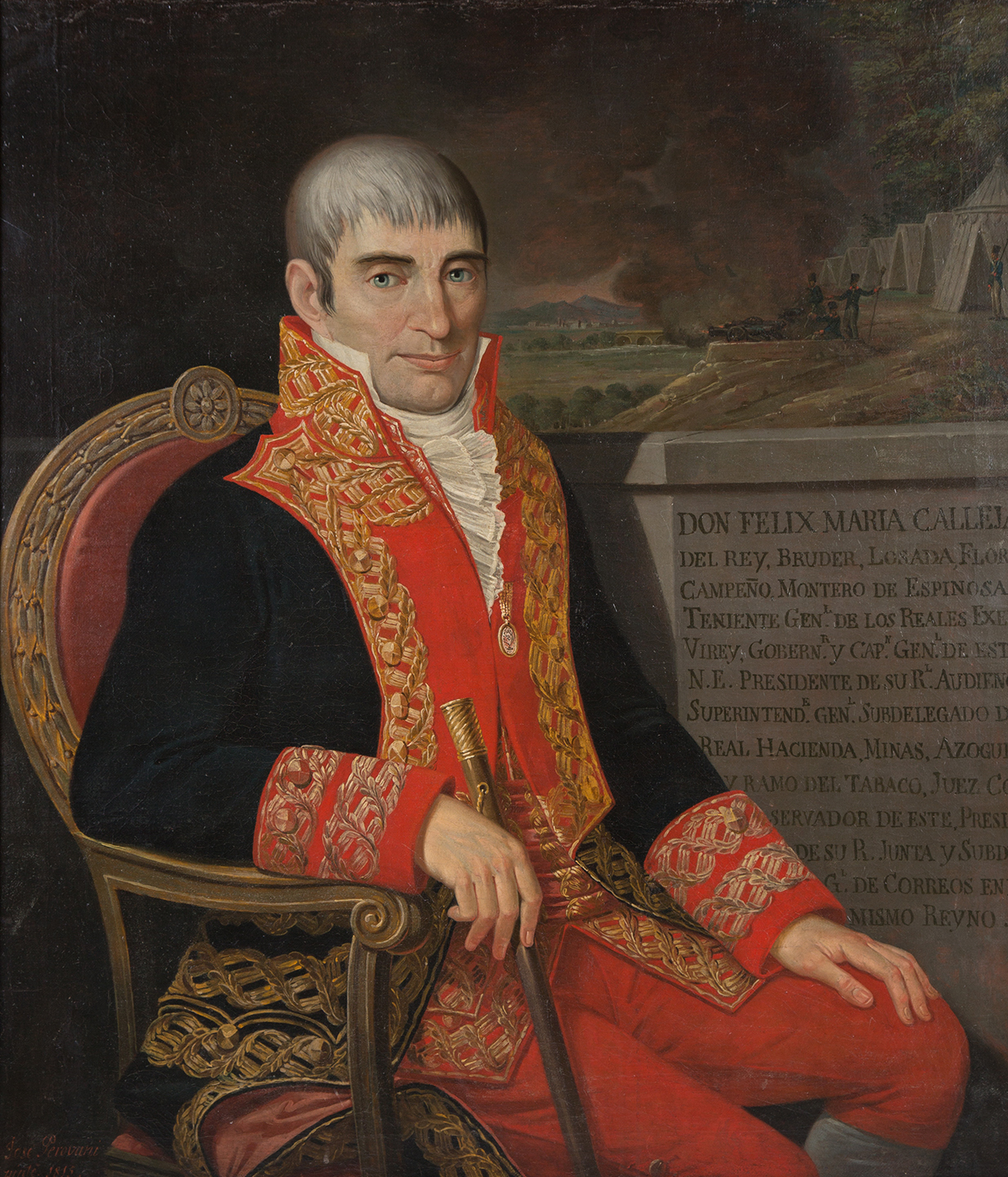
Félix María Calleja.

Una vez que el sitio de Cuautla colapsó, Barragán colaboró con Morelos en sus últimas campañas, en todas y cada una de las que se llevaron a cabo hasta la muerte del militar insurgente. Posteriormente, fue a San Miguel Totolapan, en el estado de Guerrero, donde siguió operando en la zona conocida como Tierra Caliente, lugar donde aprovechó estructuras y trincheras forjadas naturalmente, para trazar salidas secretas y de difícil acceso con el fin de que nadie pudiera encontrarla o vencerla. Juana gozaba de gran apoyo popular, por lo que la mayor parte de las poblaciones establecidas a los alrededores, le proporcionaban a alimentos para ella y su tropa.

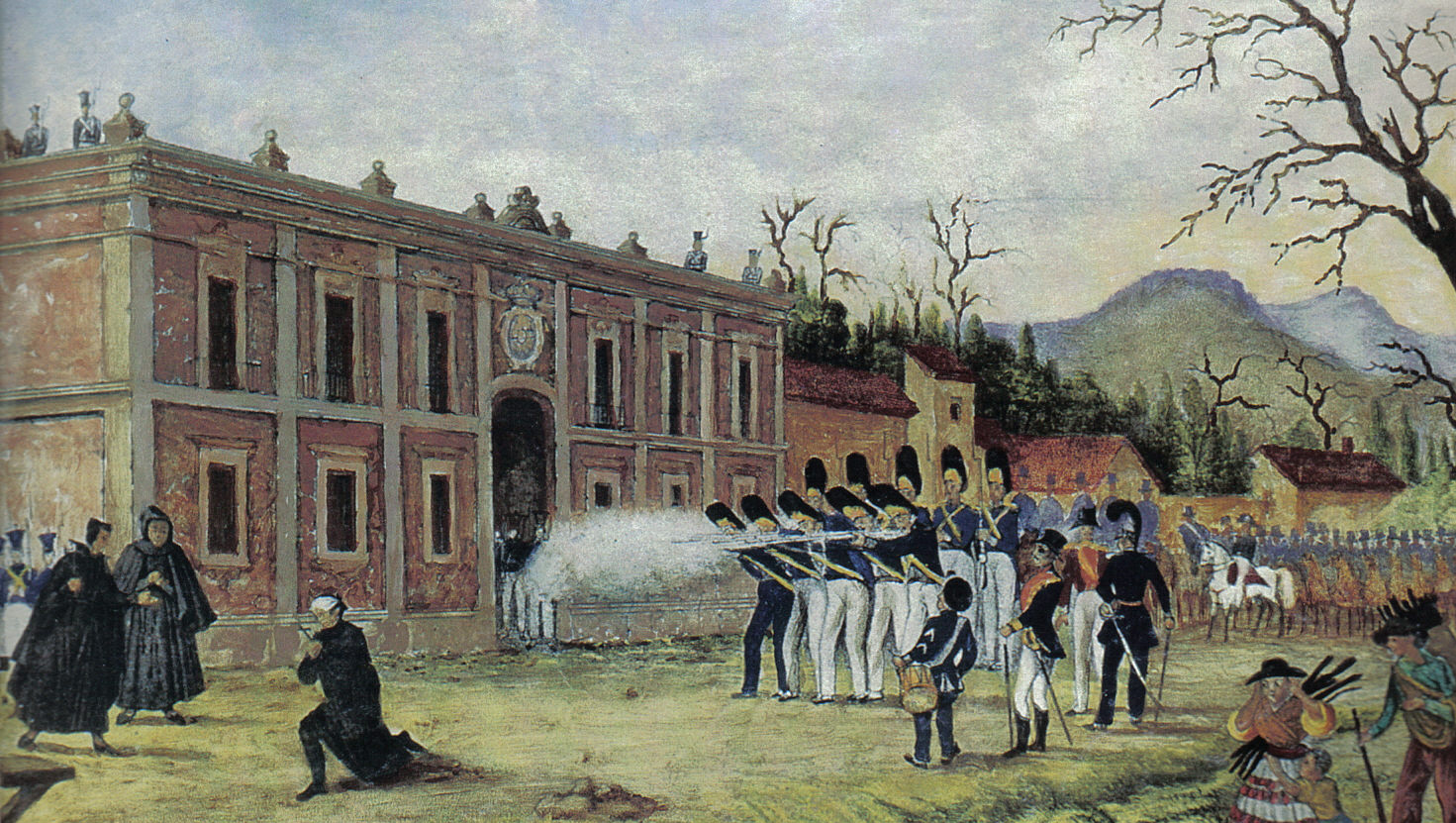
Fusilamiento de Morelos.

## Apodo Barragana
Lo más probable es que se deba a su apellido, Barragán. Sin embargo, algo de su vida remite al significado tradicional de la  palabra: la cultura española utilizó en las tierras invadidas y conquistadas, un estatuto jurídico medieval para las mujeres indígenas que hacían vida marital con los peninsulares, el de barraganía o barraganería. Se trataba de un contrato registrado por un escribano público que posicionaba la relación sexual entre hombres y mujeres más allá del concubinato. De este modo, los hijos producto de dichas relaciones, tenían la oportunidad de ser reconocidos por sus padres, los cuales, a su vez, tenían la responsabilidad de mantenerlos.
Esta denominada barraganía se consolidaba a través de un contrato considerado de amistad o bien, de compañía, el cual exigía la permanencia y la fidelidad entre los individuos. No obstante, el autor expone que ni a aquellos pertenecientes al clero, ni a aquellos bajo un compromiso matrimonial se les permitía tener barraganas, pues éstas estaban reservadas para los solteros. Por su parte, las barraganas tenían que tener ciertas características, dentro de las cuales se encontraban, principalmente, ser vírgenes y mayores de doce años. Dicha institución se consideró que contribuía a la disminución o erradicación de la prostitución.
La barraganía se diferenciaba del matrimonio civil en que esta primera no se encontraba explícitamente aprobada por la legislación española de esa época, sin embargo, sí era tolerada por los legisladores e impartidores de justicia.  De hecho, en ocasiones se denominaba barragana a la mujer legítima desde el punto de vista civil y canónico; pero que a su vez, contaba con una condición social inferior a la del marido, y por ello era privada de algunos derechos civiles. Así fue.

## Honramiento
El honorable Ayuntamiento de Cuautla honró el recuerdo de Juana Barragán poniéndole el nombre de “La Intrépida Barragana” a una calle de dicha ciudad; esto con el fin de inmortalizar el inmenso valor y sentido de justicia que esta mujer desempeñó en el renombrado sitio de Cuautla en 1812.